# ناحیه سیدی خویلد
ناحیه سیدی خویلد (به عربی: دائرة سیدی خویلد) یک ناحیه در الجزایر است که در استان ورقله واقع شده‌است. ناحیه سیدی خویلد ۵٬۱۶۴ کیلومتر مربع مساحت و ۳۲٬۷۹۲ نفر جمعیت دارد.